# ساوت وناتچی (واشینگتن)
ساوت وناتچی (به انگلیسی: South Wenatchee) یک منطقهٔ مسکونی در ایالات متحده آمریکا است که در شهرستان چیلان، واشینگتن واقع شده‌است. ساوت وناتچی ۴٫۰ کیلومتر مربع مساحت و ۱٬۵۵۳ نفر جمعیت دارد و ۲۰٫۷۳ متر بالاتر از سطح دریا واقع شده‌است.